# Eusparassus letourneuxi
Eusparassus letourneuxi là một loài nhện trong họ Sparassidae.
Loài này thuộc chi Eusparassus. Eusparassus letourneuxi được Eugène Simon miêu tả năm 1874.